# Through Darkened Vales
Through Darkening Vales è un cortometraggio muto del 1911 diretto da David W. Griffith.

## Trama
Dave è un bravo ragazzo, povero e laborioso. Innamorato di Grace, viene però respinto perché lei gli preferisce un altro, un giovanotto che la conquista con i suoi modi chiassosamente allegri. Quando però Grace resta ferita in un incidente e perde la vista, il fidanzato la lascia trovandosi un'altra ragazza.
Tempo dopo, Dave ha dei gravi problemi alla vista per il troppo lavoro. Scopre così quello che è successo alla giovane che ama ancora. Decide di dare tutto il denaro che ha risparmiato per la sua operazione agli occhi al medico di Grace, per cercare di guarirla.

## Produzione
Prodotto dalla Biograph Company, il film venne girato a Fort Lee, nel New Jersey.

## Distribuzione
Il film - un cortometraggio della durata di 17 minuti - uscì nelle sale cinematografiche statunitensi il 16 novembre 1911, distribuito dalla General Film Company. Il film esiste ancora.
Alias
- Through Darkened Vales (nome alternativo)
- Thru Darkening Vale  (nome alternativo)